# Segesser-samlingen

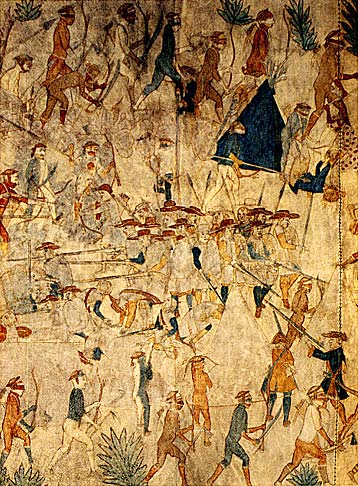
Den omringade Villasur-expeditionen attackeras. Detalj från Segesser II.

Segesser-samlingen i New Mexico History Museum/Palace of the Governors i Santa Fe består av två fyra respektive fem meter långa målningar som avbildar militära expeditioner som utgått från Santa Fe i början på 1700-talet.

## Historia
Målningarna förvärvades av en jesuitpräst, pater Philipp von Segesser von Brunegg, i Sonora, någon gång mellan 1732 och 1758. Det sistnämnda året sände han hem målningarna till sin familj i Schweiz och de förblev i familjens ägo till 1988, då de förvärvades av New Mexico History Museum/Palace of the Governors.

## Motiv
Segesser I visar indianer till häst, utrustade med spanska vapen, som anfaller ett apachiskt läger. Segesser II återger pawneeindianernas anfall mot Villasur-expeditionen 1720.
Medan motivet för Segesser II är fullt klart, återger Segesser I ett anfall av ospecificerade indianer mot en ospecifiderad indiansk ranchería. Varken de stridande, platsen eller orsaken till anfallet är klarlagt. Eftersom de anfallande är utrustade med spanska vapen, hästar och både personligt läderpansar och hästpansar, så anser flera forskare att det är genizaros eller puebloindianska hjälptrupper.

## Utförande

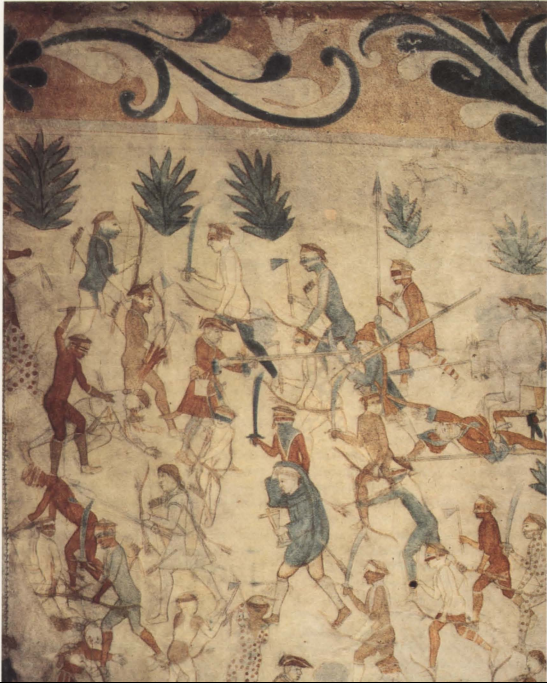
Detalj av Segesser II.

Segesser I och II målades på hudar, sannolikt av buffel, som hade garvats för att göra dem mjuka och sedan glättats samt sytts ihop så att de bildade två stora dukar. Målningarna kan ha utförts i New Mexico där importerade taveldukar var sällsynta och bearbetade hudar användes för olika syften, bland annat för målningar som såldes till Mexiko.
Eftersom Segesser I och II består av flera distinkta stilar, anser en del forskare att så många som tre konstnärer målade specifika element i respektive målning. Från museets sida anser man att konstnärerna var inhemska New Mexico-bor med indiansk anknytning, som hade tillgång till ögonvittnesskildringar av de händelser som avbildades. Konstnärerna var utlärda i europeiskt måleri, men målningarna är inte utförda som dåtidens europeiska bataljmålningar, utan i en stil som mer liknar indiansk konst eller folkkonst.

## Konstnärer
Även om det inte är klarlagt vilka som utfört målningarna, har historikern fray Angelico Chavez föreslagit att det var Tomas Jiron de Tejeda och hans son Nicolas Jiron de Tejeda. De var målare och tillhörde de hantverkare som flyttade från Mexico City till Santa Fe 1694, efter att spanjorerna återtagit kontrollen av Nya Meхiko efter Pueblorevolten 1680. Enligt Thomas E. Chávez var sonen, Nicolas Jiron de Tejeda, en presidiesoldat som stupade när Villasur-expeditionen anfölls.